# Каенсар (Атнинский район)
Каенса́р (тат. Каенсар) — село в Атнинском районе Республики Татарстан, в составе Кубянского сельского поселения.

## Этимология
Топоним произошёл от фитонима татарского присхождения «каен» (берёза) и гидрографического термина финно-угорского происхождения «сар» (болото).

## География
Село находится на реке Уртемка, в 12 км к северо-западу от районного центра — села Большая Атня.

## История
Село известно с 1646 года. Первоначальное название – Мамкечевская Пустошь. 
В XVIII — первой половине XIX века жители относились к категории государственных крестьян. Основные занятия жителей в этот период – земледелие и скотоводство.
В «Списке населенных мест по сведениям 1859 года», изданном в 1866 году, населённый пункт упомянут как казённая деревня Кансар 2-го стана Царёвококшайского уезда Казанской губернии. Располагалась при речке Уртеме, на просёлочной дороге, в 133 верстах от уездного города Царёвококшайска и в 9 верстах от становой квартиры в казённой деревне Уразлино (Казаклар). В деревне в 39 дворах жили 294 человек (146 мужчин и 148 женщин). Была мечеть.
В начале XX века в селе функционировали мечеть (построена в 1876 году) и мельница. В 1910 году при мечети открыт мектеб для мальчиков. В этот период земельный надел сельской общины составлял 385,5 десятины.
До 1920 года село входило в Кулле-Киминскую волость Царёвококшайского (с 1919 года – Краснококшайский) уезда Казанской губернии. С 1920 года в составе Арского кантона ТАССР. С 10 августа 1930 года в Атнинском, с 12 октября 1959 года в Тукаевском, с 1 февраля 1963 года в Арском, с 25 октября 1990 года в Атнинском районах.
С 1930-х годов в селе действовала начальная школа, в 1973 году закрыта. Дети обучались в школе деревни Айшияз. В 1983—2011 годов  начальная школа в селе вновь работала.
Село входило в состав колхоза имени К. Маркса (деревня Кубян). В 1993 году выделено в самостоятельный колхоз «Каенсар».

## Население
| 1859 | 1897 | 1908 | 1920 | 1926 | 1938 | 1949 | 1958 | 1970 | 1979 | 1989 | 2002 | 2010 | 2015 |
| ---- | ---- | ---- | ---- | ---- | ---- | ---- | ---- | ---- | ---- | ---- | ---- | ---- | ---- |
| 294  | 252  | 360  | 234  | 214  | 230  | 197  | 184  | 168  | 152  | 117  | 107  | 119  | 104  |

Национальный состав cела — татары.

## Экономика
Жители работают преимущественно в ООО «Тукаевский», занимаются полеводством, мясо-молочным скотоводством.

## Инфраструктура
В селе действуют клуб, библиотека.

## Религия
Мечеть (с 2000 г.).